# Wijaya Pala
Wijaya Pala (+ 1651) fou rei de Matale (1628-1638), fill de Senarat i de Dona Catherina, i germà de Raja Sinha II.
El 1628 el rei Senarat va erigir Matale en un regne pel seu fill Kumara Sinha que el va administrar fins al 1635, i a la mort del pare fou rei, però supeditat al germà Raja Sinha II que governada a Senkadagala, al que aquesta posició superior havia correspost per sorteig. Aviat va conspirar amb els portuguesos per assolir la posició de gran rei. El 1637 Diogo de Melo, el capita portuguès, que li havia promès donar-li suport li va escriure una carta en la que definia als holandesos com a rebels al rei de Portugal (el rei de les Espanyes i els Països Baixos), pirates reconeguts a tota l'Índia i odiats per tots els reis i senyors indis, i li demanava actuar, però Wijaya finalment no es va decidir i als primers mesos de 1638 apareix cooperant amb Raja Sinha II.
Kumara Sinha va morir el 1638 i Raja Sinha II va prendre possessió del seu principat d'Uwa sense compartir res amb el seu germà Wijaya Pala (Vijayapala) de Matale, tal com aquest demanava. Això va empènyer finalment a Wijaya a la guerra (setembre de 1638) però Wijaya, que disposava de 8000 homes, fou derrotat i fet presoner, quedant en residència vigilada a Senkadagala. El regne de Matale fou controlat primer i després annexionat per Raja Sinha II.
L'holandès Coster va decidir anar a visitar el rei a Senkadagala el 17 de juliol de 1640. Allí el traductor de Coster fou arrestat mentre intentava parlar amb Wijaya Pala; finalment a finals del 1640 Wijaya Pala es va escapar i es va revoltar; la revolta va fracassar i va haver de fugir a Sabaragamuwa a través del pas Idelgashinna; allí fou rebut pel capità major portuguès que li va agrair la seva posició favorable a Portugal. Wijaya va demanar tres companyies portugueses i es va comprometre a expulsar els holandesos, però el governador li va dir que no podia complir aquesta petició sense ordres del governador; Wijaya va quedar decebut; un noble ancià va mostrar el seu malestar per la manera com els portuguesos mostraven la seva gratitud; el capità major, en un rampell, el va fer arrestar i executar. Wijaya es va adonar de l'error comès amb els portuguesos; durant dos dies va refusar veure al capità major Felipe Mascarenhas però finalment va acceptar anar a Malwana per trobar-lo. Fou rebut per Mascarenhas. Wijaya tenia uns 34 anys i impressionava per la seva dignitat. Finalment es va decidir que el príncep aniria a Colombo on altre cop fou molt ben rebut amb honors militars i es va convocar consell per decidir com se'l podia ajudar però després de molta discussió, una adhesió a les seves instruccions permanents sobre la conversió dels prínceps pagans que caiguessin en el seu poder, va impedir l'acord.
El príncep va marxar a Goa on es va fer cristià i va morir el 1651.

## Ambanwela Rala
Un suposat fill de Wijaya Pala de Matale, anomenat Ambanwela Rala, va actuar a la regió dels Set Korales al servei de Raja Sinha II però va perdre el inicial favor reial i es va retirar a Colombo on fou ben rebut pels holandesos que el van mantenir uns anys i davant la guerra oberta contra el regne de Uda Rata van decidir utilitzar-lo. Emissaris foren enviats a Set Korales per provocar un moviment al seu favor i distreure l'atenció del rei Raja Sinha II. El governador de Batàvia va enviar un ultimàtum al rei per evacuar tots els districtes ocupats, alliberar els holandesos capturats i tornar a l'aliança amb Holanda. Un ambaixador fou enviat a la cort i un cap important, Tennekon disawa de Set Korales, va entrar en correspondència secreta amb els holandesos i el 30 d'octubre de 1673 va desertat cap a Colombo amb la seva família i 300 dels seus homes; però un mes després Ambanwela Rala va canviar de bàndol i es va passar al rei. Es va equivocar, ja que poc després el rei el va fer executar.